# Narail (stad)
Narail is een stad in Bangladesh. De stad is de hoofdstad van het district Narail. De stad telt ongeveer 47.000 inwoners.